# Стабильный изотоп
Стабильные нуклиды — это изотопы химических элементов, ядра которых находятся в конфигурации, не позволяющей им обладать избыточной энергией для испускания радиоактивных частиц. В отличие от радионуклидов, такие ядра не являются радиоактивными и не подвергаются спонтанному радиоактивному распаду. Применительно к конкретным элементам их обычно называют «стабильными изотопами».

## Определение стабильности и природные нуклиды
График стабильности нуклидов. Оранжевые и синие нуклиды нестабильны, чёрные квадраты между ними — стабильные. Линия, проходящая ниже большинства нуклидов, отражает гипотетические ядра с равным числом протонов и нейтронов. Видно, что элементы тяжелее кальция требуют избытка нейтронов для стабильности.
Большинство природных нуклидов стабильны (около 251; см. список в конце статьи), ещё около 35 (всего 286) известны как радиоактивные с достаточно большими периодами полураспада, чтобы существовать с момента образования Солнечной системы. Если период полураспада сопоставим с возрастом Земли (4.5 млрд лет), значительное количество таких нуклидов сохранилось до наших дней. Примеры: ²³⁵U с периодом полураспада ~700 млн лет. Более короткоживущие нуклиды в природе не обнаружены, за исключением продуктов распада или космогенных процессов.
Многие природные радионуклиды (около 53) имеют меньшие периоды полураспада и образуются как продукты распада первичных нуклидов (например, радий из урана) или под действием космических лучей (например, ¹⁴C из азота).
Некоторые изотопы, классифицируемые как стабильные, теоретически могут иметь крайне длительные периоды полураспада (иногда >10¹⁸ лет). Например, ²⁰⁹Bi и ¹⁸⁰W ранее считались стабильными, но в 2003 году был обнаружен их альфа-распад.
Большинство стабильных изотопов образовались в процессах нуклеосинтеза во время Большого взрыва или в звёздах. Однако некоторые стабильные изотопы имеют вариации обилия из-за распада долгоживущих радионуклидов (радиогенные изотопы).

## Изотопы по элементам
Из 80 элементов со стабильными нуклидами:
- 1 элемент (олово) — 10 стабильных изотопов
- 5 элементов — по 7 изотопов
- 7 элементов — по 6 изотопов
- 11 элементов — по 5 изотопов
- 9 элементов — по 4 изотопа
- 16 элементов — по 2 изотопа
- 26 элементов — 1 изотоп (моноизотопные элементы).[4]

### Магические числа и чётность числа протонов/нейтронов
Стабильность зависит от соотношения протонов/нейтронов и магических чисел. Чётные числа нуклонов повышают стабильность. Только 5 стабильных нуклидов имеют нечётное число протонов и нейтронов: дейтерий, литий-6, бор-10, азот-14, тантал-180m.

### Ядерные изомеры
Среди 251 стабильного нуклида тантал-180m является возбуждённым состоянием с периодом полураспада >10¹⁵ лет. Его основное состояние (тантал-180) распадается за 8 часов.

## Ненаблюдаемые распады
105 «стабильных» изотопов теоретически нестабильны. Например, аргон-36 — самый лёгкий «стабильный» нуклид с предсказанным распадом.

## Сводная таблица
| Тип нуклида              | Число нуклидов | Примечания                            |
| ------------------------ | -------------- | ------------------------------------- |
| Теоретически стабильные  | 146            | Элементы 1–66 (кроме Tc, Pm, Sm, Eu)  |
| Наблюдательно стабильные | 105            | Все элементы до свинца (кроме Tc, Pm) |
| Первичные радионуклиды   | 35             | Включая Bi, Th, U                     |
| Природные радионуклиды   | ~61            | Космогенные и продукты распада        |

## Список стабильных нуклидов
1. Водород-1
2. Дейтерий
3. Гелий-3
4. Гелий-4
5. Литий-6
6. Литий-7
7. Бор-10
8. Бор-11